# Paolo Ugoletti
Paolo Ugoletti (Brescia, 7 giugno 1956) è un compositore italiano.

## Biografia
Paolo Ugoletti nasce a Brescia il 7 giugno del 1956. Studia composizione dal 1973 presso il Conservatorio di Brescia con Giancarlo Facchinetti e Giovanni Ugolini e poi al Conservatorio "Giuseppe Verdi" di Milano con Giacomo Manzoni. Dal 1977 al 1979 frequenta il corso di composizione di Franco Donatoni all’Accademia Musicale Chigiana di Siena dove ottiene il diploma di merito.
Dal 1979 la sua musica viene eseguita da solisti quali Georg Mönch, Ciro Scarponi, Antonio Ballista, Sandro Gorli, Giuseppe Garbarino, Claudia Antonelli, Massimiliano Damerini e Piero Bonaguri. Aderisce negli anni ottanta al Neoromanticismo italiano, se pur in modo più sfumato rispetto ai suoi fondatori.
Nel 1980, dopo aver conseguito il diploma in composizione, trascorre un breve periodo a Stoccolma dove conosce i maggiori compositori e musicisti scandinavi. Intraprende la carriera di insegnante di composizione presso i Conservatori di Pesaro, Bologna e Parma. Nel 1987 è "Composer in residence" presso l’Università di Santa Cruz in California. 
Nel 1989 diviene titolare della cattedra di composizione al Conservatorio "Luca Marenzio" di Brescia; nel contempo avvia una duratura collaborazione con la “Sagra musicale umbra” che gli commissiona numerose opere, come il Gloria della Missa Solemnis Resurrectionis, eseguita in prima assoluta a Roma in occasione del Giubileo 2000 ed il completamento del Lacrimosa e la composizione dell’Amen del Requiem di Mozart nel 2002. 
Nel 1989 firma composizioni cameristiche e solistiche per Radio France e per il "Cabrillo Festival" (California). Nei primi anni novanta (1990-93) si dedica allo studio della musica tradizionale irlandese che, negli anni seguenti, ispira la composizione di numerosi lavori legati al mondo e all’espressività celtica. Dal 2000 compone numerose opere impiegando soli, coro ed orchestra ed inserendo nell’organico strumenti di altri generi musicali: uillean pipe, tin whistle, arpa celtica, basso e chitarra elettrica, tastiere elettroniche, batteria.
Dal 2003 collabora ai progetti del pittore Rinaldo Turati realizzando composizioni quali parti integrate delle installazioni dell’artista. Sue composizioni sono pubblicate dalle Case editrici Ricordi, Suvini Zerboni, Sonzogno, UtOrpheus, Kelidon Edizioni.

## Composizioni

### Musica vocale
- Scarpette in fuga v. e pf.
- A nascondino v.e pf.
- Three irish songs v. e chit.
- A white rose v. e chit.
- Proverbi da G. Ungaretti v. e chit.
- Mor of Cloine v. e chit.
- Feary song v. e chit.
- Dedicato v.e pf (Suvini Zerboni)
- Tre canzoni d’amore da Jmenez v.e pf. (Suvini Zerboni)
- Visor da A. Strindberg v.e chit.
- To neighborhood of pause 7 poesie di E:Dickinson
- Ariette da D. Abeni v. e pf. (Suvini Zerboni)
- Notturni da Strindberg v. e pf. (Suvini Zerbini)
- Indian Hymn da Lou Harrison v. e violoncello

### Musica Corale
- Laudate Dominum per coro misto e piccola orchestra
- Three songs per coro maschile
- Benedica es tu per soprano, coro misto, organo e percussioni
- Rorate coeli per coro misto e orchestra d’archi
- Gloria per tenore, coro e orchestra (Sonzogno)
- Compieta per coro misto
- Tre canzoni per coro misto
- Dum medium silentium per coro maschile
- Laudate Dominum per coro di voci bianche e quartetto d’archi
- Magnificat per coro a 8 voci
- Sine verbis per coro femminile
- Who is God per coro maschile
- Missa Gadelica per coro misto, flauto, organo e orchestra d’archi
- Cantata dei grandi alberi per soprano, quartetto vocale maschile, pianoforte e orchestra d’archi

### Musica per orchestra
- Doctor Faustroll soldat du Je per baritone e orchestra (Suvini Zerboni)
- Grand Jeu per orchestra sinfonica
- Poeme feerique per pianoforte e orchestra (Suvini Zerbini)
- Argo o l’isola d’amore festa teatrale per voci coro e orchestra
- Concerto per pianoforte e orchestra d’archi (Suvini Zerbini)
- Serenata per chitarra e orchestra
- Poemetto d’estate per trio d’archi, pianoforte e orchestra d’archi (Suvin Zerbini)
- Italian Gamelan per orch.
- Come Venere sorse dal mare ouverture per orch.
- Partita per saxofono e orch. d’archi
- Fanfara per pianoforte e orchestra di fiati
- Sweet per pianoforte, saxofono, el.bass, batteria e orchestra di fiati

### Musica da camera
- Funky duo per clarinetto e pf
- Bianche fontane di luna per 2 fl., 2vlini, clavicembalo
- Serenata per pianoforte e quartetto d’archi (Suvini Zerboni)
- Happy dances per arpa
- Al suo orologio in una notte insonne per arpa (Suvini Zerbini)
- Sulla soglia dell’alveare per pianoforte e quintetto d’archi
- Country Dances per ensemble di percussioni (Suvini Zerboni)
- Ballata per fl,cl, vl,vla, cello, pianoforte e percussioni  (Suvini Zerboni)
- Finale per cl, corno di bassetto e pf
- Scherzo per vl, cello e pf. (Suvini Zerboni)
- Spiritual runes messa per sax soprano e organo
- Dream play per voce, fl, ob, cl, tromba, corno, trio d’archi, pf e percussione
- Set dance per 4 percussionisti a tastiera
- Gli Orti di Epicuro per gruppo di fiati e pianoforte (Suvini Zerboni)
- Affettuosi saluti per fl, ob, fag, trba, trombone, vlno e cbsso (Suvini Zerboni)
- Apparizioni Fuggitive per archi e celesta (Ricordi)
- Con Minime Ali sonatina per violino e pianoforte (Suvini Zerboni)
- Concertino per trio d’archi, fl,, cl, percussioni e pianoforte (Suvini Zerboni)
- In meum cor per voce, violoncello, pianoforte e percussioni
- Blessed changes per 2 fl e cl basso
- Northern lights per fl, cl, chitarra elettrica e pianoforte
- Southern lights per vl , cl e pianoforte (Kelidon edizioni)
- Facing north per vibrafono e marimba
- For hard angels per quartetto di saxofoni
- Partita per 2 tastiere
- Ecstatic couples per 2 pianoforti, 2 tastiere e chitarra elettrica
- Irish pilgrimage per 4 percussionisti
- Meadbh’s waves per 10 strumenti: s. sax, el. guitar, quintetto d’archi, pianoforte, el.bass e batteria
- Icebreaker per saxofono e 2 pianoforti
- Invenzioni delle Mura per 2 voci femminili, trio d’archi, sax soprano, pianoforte e batteria
- Due Canzoni taiwanesi per soprano, pianoforte e quartetto d’archi
- Concerto Festivo per bass trombone e orchestra d’archi